# Пал, Бенджамин Пири
Бенджамин Пири Пал (англ. Benjamin Peary Pal, 25 мая 1906, Мукандпур, Пенджаб, Британская Индия — 14 сентября 1989) — индийский генетик растений.

## Биография
Родился 25 мая 1906 года в Мукандпуре. В 1924 году поступил в Рангунский университет (Бирма), который он окончил в 1929 году. После этого переехал в Великобританию и поступил в Кембриджский университет, который он окончил в 1933 году. В том же году вернулся обратно на родину и поселился в Дели, где устроился на работу в Индийском сельскохозяйственном институте и работал научным сотрудником вплоть до 1944 года. С 1944 по 1950 год заведовал отделом ботаники и генетики. В 1950 году был избран директором данного института, данную должность он занимал вплоть до 1965 года. Также был избран Генеральным директором Индийского совета сельскохозяйственных исследований Министерства сельского хозяйства Индии.
Скончался 14 сентября 1989 года.

## Научные работы
Основные научные работы посвящены ботанике и генетике растений.
- Вывел ряд высокоурожайных и высококачественных сортов пшеницы, устойчивых к ржавчине.
- Изучал биологию и селекцию зерновых культур, в частности пшеницы.
- Разрабатывал вопросы декоративного садоводства.

## Членство в обществах
- Иностранный член ВАСХНИЛ (1967—1989).
- Иностранный член Французской академии сельского хозяйства.
- Почётный член Японского общества генетиков.
- Член Лондонского Линнеевского общества.
- Член Лондонского королевского общества с 1972 года.
- Член Национальной АН Индии.